# Siphocampylus duploserratus
Siphocampylus duploserratus är en klockväxtart som beskrevs av Johann Baptist Emanuel Pohl. Siphocampylus duploserratus ingår i släktet Siphocampylus och familjen klockväxter. Inga underarter finns listade i Catalogue of Life.